# Theodor Kliefoth

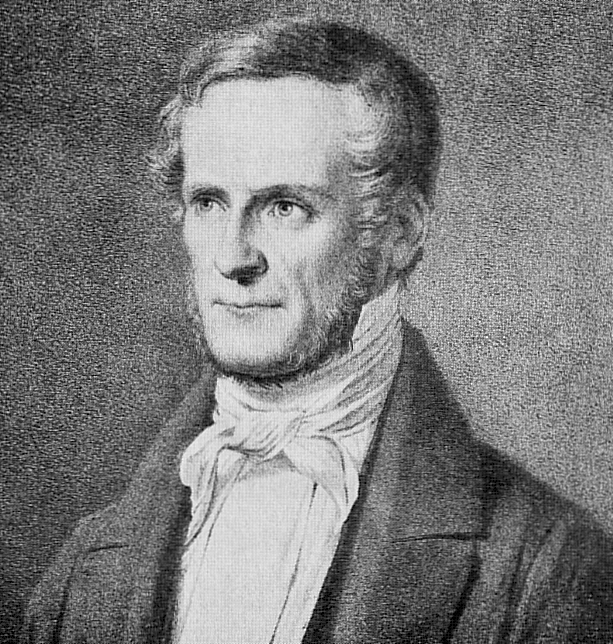
Theodor Kliefoth.

Theodor Friedrich Detlev Kliefoth, född den 18 januari 1810 i Körchow i Mecklenburg, död den 26 januari 1895 i Schwerin, var en tysk luthersk (nyluthersk) teolog.
Kliefoth kallades 1837 till lärare för dåvarande arvstorhertigen Fredrik Frans av Mecklenburg-Schwerin.  Den 3 maj 1840 blev han präst i den mecklenburgska residensstaden Ludwigslust. År 1844 befordrades Kliefoth till superintendent i stiftet Schwerin och han blev 1850 medlem av den kyrkliga överstyrelsen i storhertigdömet. Kliefoths märkligaste arbete är det ofullbordade Acht Bücher von der Kirche (band 1, 1854). Här utvecklar han en högkyrklighet, som i viss mån kan anknyta till genuint lutherska tankar, men som också obestridligen ger rum åt katoliserande tendenser. Kliefoth hade betydande inflytande på den lundensiska teologin ("lundahögkyrkligheten") vid mitten av 1800-talet; dess huvudorgan, Svensk kyrkotidning (1855–63), uppställde sitt kyrkoprogram i uttrycklig anslutning till Kliefoth. 
Bland hans skrifter kan vidare nämnas Einleitung in die Dogmengeschichte (1839), Theorie des Kultus der evangelischen Kirche (1844), Die ursprüngliche Gottesdienstordnung in den deutschen Kirchen lutherischen Bekenntnisses, ihre Destruktion und Reformation (1847), Liturgische Abhandlungen (åtta band, 1854-61). För övrigt skrev Kliefoth även kommentarer till flera bibliska böcker samt offentliggjorde flera predikosamlingar. Åren 1854–59 utgav han tillsammans med kyrkorättsläraren Otto Mejer tidskriften Kirchliche Zeitschrift.